# Споменик „Талац” на Метином брду
43° 59′ 55″ С; 20° 55′ 32″ И / 43.9986795° С; 20.9255371° И
Споменик „Талац” је споменик подигнут 1987. године у спомен на стрељане логораше на Метином брду изнад Крагујевца. Дело је вајара Драгана Панића. СУБНОР Крагујевца и локална самуправа сваке године организују комеморативни скуп. Минутом ћутања и полагањем венаца крај споменика почаст страдалима одају потомци, представници града, СУБНОР-а и Војске Србије.

## О споменику
На постаменту доминира велика, бела скулптура човека коме су на леђима конопцем везане руке, што симболизују безизлазну ситуацију и страдање логораша. Вајар Драган Панић, аутор споменика, и сам је током Другог светског рата био заробљеник у немачким логорима за војнике.

## Логор на Метином брду
Почетком 1941. године фашисти су на Метином брду подигли логор за родољубе и антифашисте који је тада био једини на територији Шумадије и Поморавља. Из овог логора заробљеници су одвођени у немачке логоре Матхаузен и Аушвиц, као и логор у Смедеревској Паланци, док су они „непоправљиви“ одвођени на губилиште. Логор Метино брдо је мало препознат у новијој историји, а кроз њега је прошло више од 4000 логораша – Срба, Јевреја и Рома, антифашиста, родољуба, скојеваца и комуниста, од којих је стрељано њих преко 600.
Осим њемачког окупатора, у процесу затварања и испитивања заточеника учествовали су и квислинзи, углавном припадници Пећанчевих четничких одреда и Љотићевог Збор-a.
У рано јутро 2. марта 1942. године из овог логора је на стрелиште изведено 68 родољуба из свих места Шумадије. Један од талаца, скојевац и комуниста Драган Банић из Наталинаца код Тополе стао је пред стрељачки вод и овим херојским чином спасио је 8 другова који су преживели стрељање. Тога дана на Метином брду стрељано је преко 100 људи, а у периоду од 2. до 21. марта њих 276.
- Детаљи споменика